# Csupasz pisztoly 2 és 1/2
A Csupasz pisztoly 2 és 1/2 egy 1991-es amerikai filmvígjáték, melyben a főszerepet Leslie Nielsen játssza, s a szerencsétlenkedő Frank Drebin hadnagyot alakítja. Csupasz pisztoly|Az előző filmből visszaköszönnek a főszereplők: Priscilla Presley, O. J. Simpson, és George Kennedy. Emellett új főgonosszal, Quentin Hapsburggal (Robert Goulet), és egy másik főszereplővel, Albert S. Meinheimerrel (Richard Griffith) ismerkedhetünk meg. Gábor Zsazsa, Mel Tormé, és a Chicago Bears csapata epizódszerepben bukkannak fel.

## Cselekmény
|  | Alább a cselekmény részletei következnek! |

Frank Drebint kitüntetik a Fehér Házban, mert elkapta az ezredik gonosztevőt. Egy díszvacsorán vesz részt, ahol botrányt csinál. Bush elnök itt jelenti be, hogy az USA energiapolitikáját egy közismert tudós, Albert Meinheimer fogja kidolgozni, s a következő héten fogja ismertetni elképzeléseit. Meinheimer a megújuló energiaforrások híve, s ez veszélyt jelenthet a szén- és olajkonszernre nézve.
Jane Spencer, Frank neje, most a tudósnak dolgozik, és Frank után sír, még késő este, az intézet zárása után is. Az ablakon keresztül egy piros furgont lát, nem sokkal később pedig egy bomba robban az épületben. Másnap Frank Drebinék helyszínelnek, és Jane-t kell kihallgatniuk, mint szemtanút. Ekkor derül ki számára, hogy Jane most egy másik férfival, a Hexagon Olajtársaság tulajdonosával, Quentin Hapsburggal van együtt. Frank mélabús lesz, és egy bárban issza le magát Ed Hocken kapitánnyal. Eközben Hapsburg az energiaipar vezetőinek tart egy rögtönzött bemutatót. Elrabolta Meinheimer professzort, és a helyére egy dublőrt állított, aki az előadáson majd a szén és az olaj preferálása mellett fog állást foglalni.
Közben a nyomozók rábukkannak egy nyomra, melynek köszönhetően egy bűnözőt, Hector Savage-ot kezdik el keresni. Egy szexshopban bujkál, majd üldözőbe veszik. Savage beveti magát egy épületbe, amit körbevesz a rendőrség. Frank azonban keresztülhajt a házon egy tankkal, amivel csak azt éri el, hogy Savage megszökik.
Drebin egy gálaestre megy, ahol figyelmezteti Hapsburgot, hogy rajta tartja a szemét. Azonban itt is sikerül botrányt csinálnia: elrontja Meinheimer dublőrének a tolószékét. Nem sokkal ezután elmegy Jane lakására, hogy elnézést kérjen. Ugyanekkor azonban ide érkezik Savage is, hogy végezzen Jane-nel. Drebin megállítja, majd forró nyomon elindul Hapsburg főhadiszállására. Jane megbocsát neki, amikor rájön Hapsburg gonoszságára.
Az energiakonszernek vezetői egy raktárban találkoznak. Drebin odamegy, ám őrkutyák támadnak rá, s ezért bezuhan a tetőn keresztül az épületbe. Itt elkapják, és az igazi Dr. Meinheimerrel együtt fogva tartják. A rendőrség azonban kiszabadítja őket. Ezután abba a hotelbe mennek, ahol Meinheimer dublőre az előadást készül megtartani. Drebin, Nordberg, Hocken kapitány, és Meinheimer odamennek, méghozzá mexikói zenésznek álcázva magukat.
Drebin összefut Meinheimer dublőrével, aki nekiront. Ám a Chicago Bears focicsapata hirtelen felbukkan, és azt hiszik, Drebin mozgássérült embert akar bántani, s ennek köszönhetően elmenekül. Hocken és Meinheimer azonban elkapják, Drebin azonban összekeveri kettőjüket, s ez idő alatt Hapsburg elrabolja Jane-t. Hapsburg most már azt tervezi, hogy felrobbantja az egész helyszínt, s így nem számít, mit mond Meinheimer. Drebinék utánaerednek, ám végül egy oroszlán martaléka lesz.
Frank kiszabadítja Jane-t, és megpróbálja hatástalanítani a bombát, mely az utolsó pillanatban sikerül is. Drebinre hősként tekintenek, az elnök pedig különleges posztot ajánl fel számára. Ő azonban ezt visszautasítja, hogy összeházasodhasson Jane-nel.
|  | Itt a vége a cselekmény részletezésének! |

## Főszereplők
| Szereplő                       | Színész            | Magyar hang      |
| ------------------------------ | ------------------ | ---------------- |
| Frank Drebin hadnagy           | Leslie Nielsen     | Sztankay István  |
| Jane Spencer                   | Priscilla Presley  | Vándor Éva       |
| Quentin Hapsburg               | Robert Goulet      | Csernák János    |
| Ed Hocken kapitány             | George Kennedy     | Láng József      |
| Nordberg                       | O. J. Simpson      | Kautzky Armand   |
| Dr. Albert Meinheimer / Hacker | Richard Griffiths  | Horkai János     |
| Hector Savage                  | Anthony James      | Sztarenki Pál    |
| Bush elnök                     | John Roarke        | Cs. Németh Lajos |
| Ted Olsen                      | Ed Williams        | Szuhay Balázs    |
| Sex Shop eladó                 | Gina Mastrogiacomo | Prókai Annamária |